# Monte Ramon
Monte Ramon (en hebreo: הר רמון) es una montaña en el desierto de Negev, en Israel, cerca de la frontera con Egipto y al oeste del cráter conocido como Ramon. Su altitud alcanza los 1.037 metros (3.402 pies) sobre el nivel del mar y es la cumbre de las montañas del Néguev.
Su importancia radica en el hecho de que constituir la montaña más alta en el sur de Israel.